# Paulus (Comes)
Paulus war ein spätrömischer Militärbefehlshaber (comes), der um 469 im nordgallischen Raum operierte.

## Leben
Über die Person des Paulus ist nur sehr wenig und teilweise Widersprüchliches bekannt. Die politische Situation in Gallien war in den 60er Jahren des 5. Jahrhunderts äußerst verworren: Die weströmische Zentralregierung konnte aufgrund der immer stärker werdenden Bedrohung durch die Germanen, die auf dem Boden des Westreichs eigene Reichsbildungen betrieben (siehe Völkerwanderung), nur noch im Süden Galliens bedingt eingreifen. Im Norden Galliens, welcher der Kontrolle Westroms immer mehr entglitt, hatte der römische magister militum (Heermeister) Aegidius, nachdem er sich mit der weströmischen Regierung überworfen hatte, einen eigenen Herrschaftsbereich im Raum um Soissons etabliert, wobei ihm wohl seine (vermutlich) guten Beziehungen zu den Salfranken genutzt hatten.
Aegidius starb 464 oder 465. Über die weiteren Vorgänge im „Reich von Soissons“ berichten die Quellen so gut wie nichts. Der gallorömische Bischof und Geschichtsschreiber Gregor von Tours schildert jedoch im 2. Buch seines Geschichtswerks eine diesbezüglich relevante Episode. Gregor, dessen Werk die wichtigste Quelle für die frühe Merowingerzeit darstellt, stützte sich dabei offenbar auf eine örtliche Chronik, die er wohl wörtlich wiedergab, die sogenannten Annalen von Angers. Demnach sei der fränkische Kleinkönig Childerich von Tournai, ein ehemaliger Verbündeter des Aegidius, gegen sächsische Plünderer vorgegangen, die sich im Loireraum festgesetzt hatten. Die Sachsen wurden von einem gewissen Adovacrius angeführt, über den ansonsten nichts bekannt ist. Von Bedeutung ist in diesem Kontext vor allem die Stelle bei Gregor, die die Kämpfe um die Stadt Angers behandelt:
„Danach griff Paulus, der römische Befehlshaber, mit den Römern und Franken die Goten an und machte reiche Beute. Als aber Adovacrius nach Angers kam, erschien am Tage darauf auch König Childerich und gewann, nachdem Paulus getötet war, die Stadt.“
Moderne Historiker haben aufgrund dieser Passage mehrere Thesen aufgestellt, um wen es sich konkret bei diesem Paulus gehandelt haben könnte. Es wurde vermutet, dass Paulus der Nachfolger des Aegidius war, der vielleicht für dessen Sohn Syagrius die Regierungsgeschäfte geleitet hat oder unter dem Kommando des Syagrius stand. Andere Forscher nahmen an, dass es sich bei Paulus möglicherweise um einen selbständig agierenden römischen Offizier handelte, der nach dem Zerfall der römischen Herrschaft in Nordgallien (ähnlich wie zuvor Aegidius) auf eigene Rechnung operierte. Ebenso wurde erwogen, dass Paulus nur comes civitatis (oberster städtischer Verwalter) von Angers war oder als Vertreter Westroms agierte.
Auch der genaue Zeitpunkt, an dem sich diese Kämpfe ereigneten, ist unklar, doch wird meistens 469/70 angenommen. Ebenso muss offenbleiben, ob die hier genannten Franken unter Childerich als Verbündete des Paulus oder eigenständig operierten, denn die Formulierung bei Gregor legt eher die Vermutung nahe, dass Paulus ein gemischtes römisch-fränkisches Aufgebot kommandierte, das nicht notwendigerweise in Verbindung mit Syagrius stand. Möglich ist denn auch, dass Paulus und Childerich Konkurrenten waren. Konkretes lässt sich aufgrund der dürftigen Quellenlage kaum sagen, außer dass im auseinanderbrechenden römischen Gallien Paulus als Vertreter gallorömischer (bzw. eigener) Interessen gegen sächsische Invasoren vorgegangen und getötet worden war; die Salfranken unter Childerich hingegen konnten offenbar erfolgreicher agieren.